# Henry VIII (opera)
Enrico VIII (in lingua originale Henry VIII) è un'opera in quattro atti di Camille Saint-Saëns su libretto di Pierre Léonce Détroyat e Paul Armand Silvestre, basato sui drammi El cisma en Inglaterra di Pedro Calderón de la Barca e Enrico VIII di William Shakespeare. L'opera fu rappresentata per la prima volta al Palais Garnier di Parigi il 5 marzo 1883.

## Diffusione dell'opera
La prima dell'opera vide riunite insieme molte maestranze: alle scene Antoine e Jean-Baptiste Lavastre, Eugène Carpezat, Auguste Alfred Rubé e Philippe Chaperon; ai costumi Eugène Lacoste e alle coreografie Louis Mérante..

Saint-Saëns curò una versione dell'opera ridotta a tre atti sempre per l'Opéra di Parigi nel 1889; Henry VIII rimase in repertorio in questo teatro fino al 1919. Sempre nel 1889 l'opera fu rappresentata per la prima volta a Londra con Maurice Renaud nel ruolo del titolo, mentre la prima rappresentazione italiana avvenne al Teatro alla Scala con Mario Sammarco come protagonista, Félia Litvinne nei panni di Caterina d'Aragona e Armida Parsi-Pettinella in quelli di Anna Bolena.

Importanti revival contemporanei dell'opera sono avvenuti nel 1991 al Théâtre Impérial di Compiègne e nel 2002 al Gran Teatre del Liceu con Montserrat Caballé nei panni di Caterina.

## Interpreti della prima assoluta
| Ruolo                           | Registro vocale | Interprete           |
| ------------------------------- | --------------- | -------------------- |
| Enrico VIII                     | baritono        | Jean Lassalle        |
| Don Gómez de Feria              | tenore          | Étienne Dereims      |
| Cardinal Campeggio              | basso           | Auguste Boudouresque |
| Il duca di Norfolk              | basso           | Eugène Lorrain       |
| Il conte di Surrey              | tenore          | Ètienne Sapin        |
| Cranmer                         | basso           | Monsieur Gaspard     |
| Caterina d'Aragona              | soprano         | Gabrielle Krauss     |
| Anna Bolena                     | mezzosoprano    | Alphonsine Richard   |
| Lady Clarence                   | Soprano         | Mademoiselle Nastorg |
| Il Re d'armi della Giarrettiera | tenore          | Monsieur Malvaut     |
| Un usciere della corte          | basso           | Monsieur Boutens     |

## Trama
La trama dell'opera è basata liberamente sullo scisma anglicano: Enrico VIII intende divorziare dalla prima moglie Caterina d'Aragona per poter sposare la sua nuova favorita, Anna Bolena, inizialmente fidanzata e promessa sposa di Don Gomez, ambasciatore spagnolo. Viene quindi convocato il Sinodo al cospetto del Cardinale Campeggio, il quale però dichiara ancora valido il matrimonio tra Enrico e Caterina; incollerito, il Re decide di staccarsi dalla Chiesa di Roma, ottenendo la scomunica da Campeggio. 

La felicità di Anna diventata regina è tuttavia turbata da una lettera amorosa che aveva scritto tempo addietro a Don Gomez, e che l'ambasciatore spagnolo ha consegnato all'agonizzante Caterina, reclusa a Kimbolth. La nuova regina cerca di farsi restituire invano la lettera dalla sua rivale, che spira prima di poter dire dove sia nascosta sia ad Anna che ad Enrico, che ha iniziato a sospettare della nuova moglie e ora ha un altro motivo per farlo.

## Brani interessanti
- Qui donc commande quand il aime? (Enrico, Atto I)
- Reine! Je serai reine! (Anna, Atto II)
- Ô souvenirs cruels! (Caterina, Atto IV)

## Incisioni discografiche
| Anno | Cast (Enrico, Caterina, Anna, Gomez)                              | Direttore     | Etichetta                   |
| ---- | ----------------------------------------------------------------- | ------------- | --------------------------- |
| 1991 | Philippe Rouillon, Michèle Command, Lucile Vignon, Alain Gabriel  | Alain Guingal | Chant du Monde              |
| 2012 | Jason Howard, Ellie Dehn, Jennifer Holloway, John Tessier         | Leon Botstein | American Symphony Orchestra |
| 2019 | Michael Chioldi, Ellie Dean, Hilary Ginther, Yeghishe Manucharyan | Gil Rose      | Odyssey Opera 1004          |